# Deventer
Deventer és un municipi de la província d'Overijssel, al centre-est dels Països Baixos. L'1 de gener de 2009 tenia 97.933 habitants repartits per una superfície de 134,37 km² (dels quals 3,06 km² corresponen a aigua).

## Centres de població
| Nom        | Població  |
| ---------- | --------- |
| Deventer * | 79.240    |
| Bathmen    | ca. 5.500 |
| Schalkhaar | ca. 4.700 |
| Diepenveen | ca. 4.300 |
| Lettele    | 520       |
| Okkenbroek | 450       |
| Font: CBS  |           |

## Agermanaments
- Tartu
- Sibiu

## Política

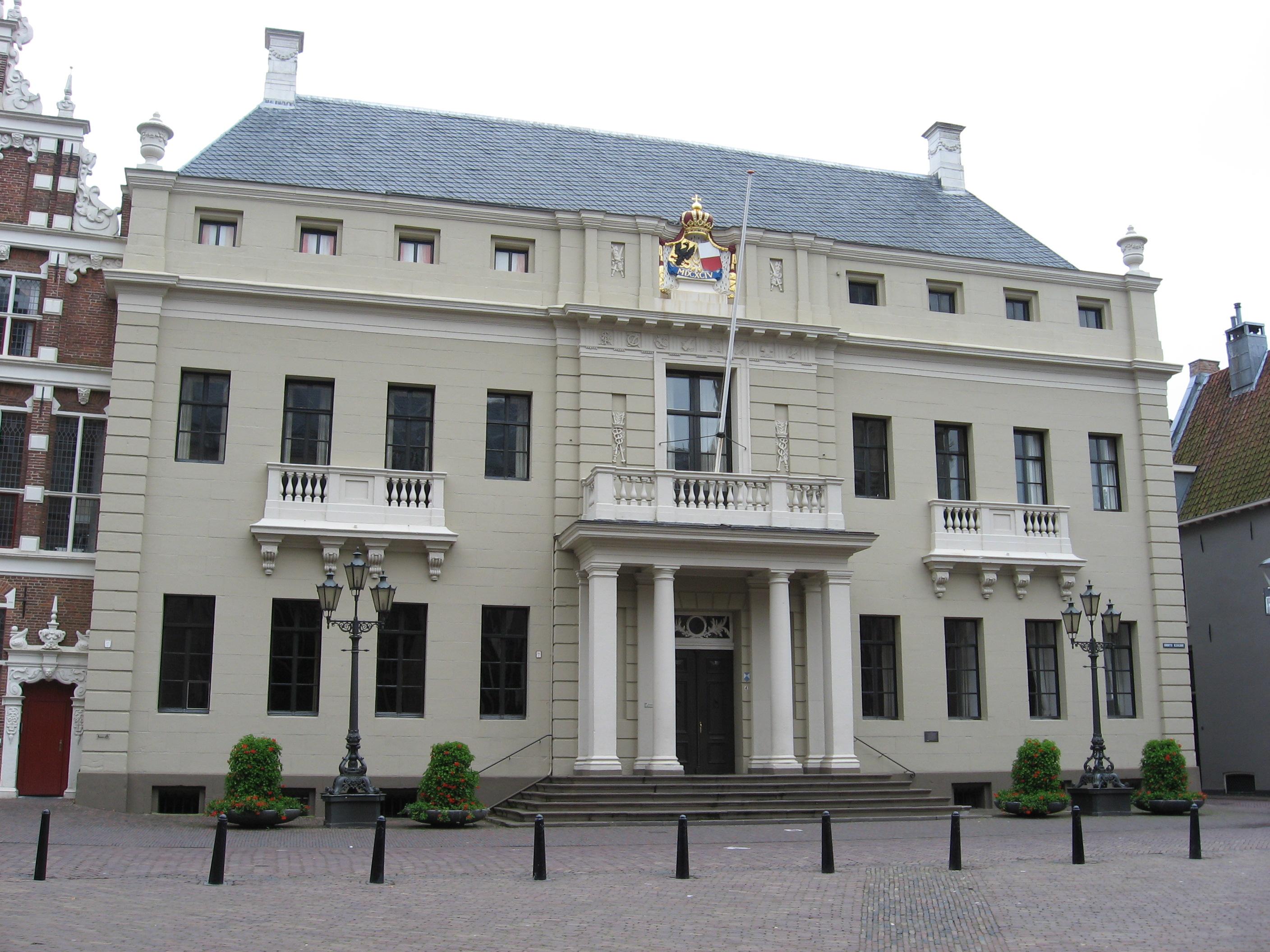
Ajuntament de Deventer

El consistori de Deventer té 37 regidors.
| 'Partit                     | 1998 | 2002 | 2004 |
| PvdA                        | 10   | 10   | 10   |
| GroenLinks                  | 4    | 5    | 6    |
| CDA                         | 5    | 6    | 5    |
| Algemeen Plattelands Belang | -    | -    | 5    |
| VVD                         | 7    | 6    | 4    |
| Algemeen Deventer Belang*   | 7    | 5    | 2    |
| SP                          | 1    | 2    | 2    |
| D66                         | 2    | 2    | 2    |
| ChristenUnie                | 1    | 1    | 1    |

## Persones il·lustres
- Matthias Quad (1557-1613), cartògraf i gravador
- Jan Pieterszoon Sweelinck, músic
- Anton Hölzel, presoner polític dels nazis i curador dels nens de l'Escola del Bullenhuser Damm, assassinat pels nazis el 21 d'abril del 1945
- Rosa de Vries-van Os (1828-1889) soprano.